# Palazzo Patriarcale (Udine)

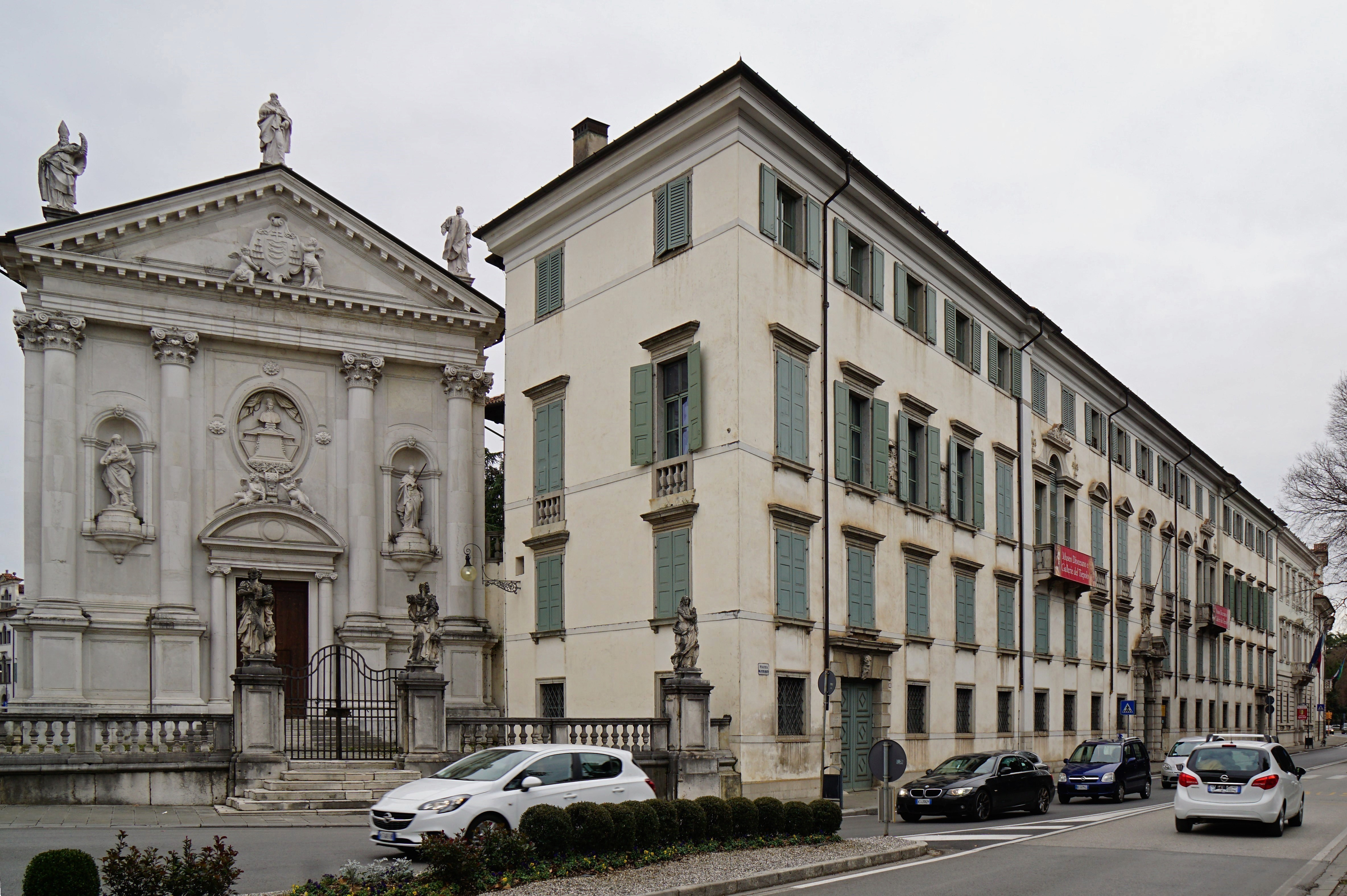
Der Palazzo Patriarcale, links die Kirche des Hl. Antonius

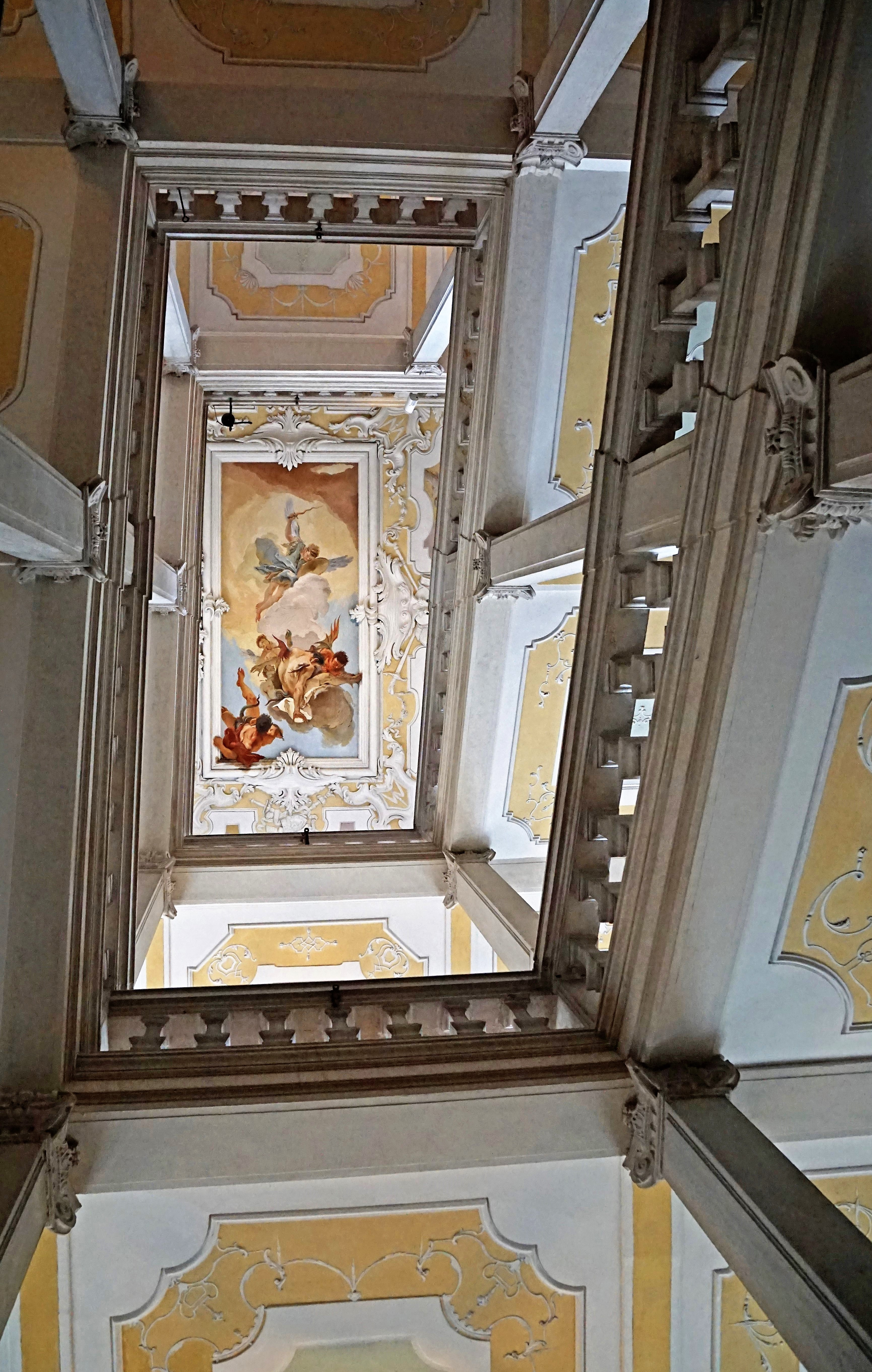
Die Ehrentreppe

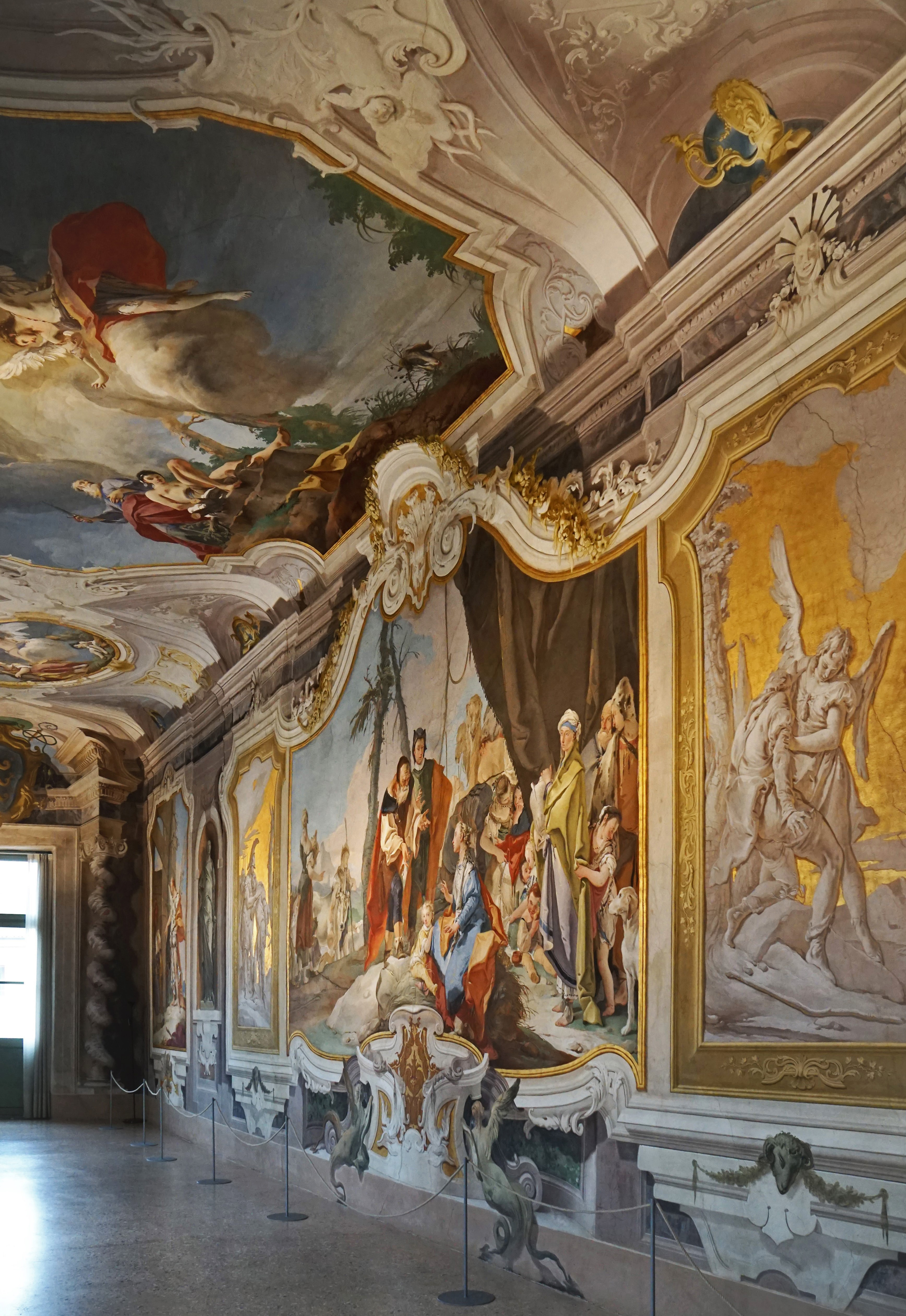
Blick in die Galleria mit dem Freskenzyklus G. B. Tiepolos

Der Erzbischöfliche Palast (Palazzo Arcivescovile) in Udine, nach dem Ursprung Palazzo Patriarcale genannt, ist insbesondere wegen der Fresken von Giovanni Battista Tiepolo bekannt. Seit 1995 beherbergt die ehemalige Bischofsresidenz das Diözesanmuseum mit den Tiepolo-Galerien (Museo diocesano e gallerie del Tiepolo).
Der Kern des Gebäudes stammt aus dem 16. Jahrhundert, als die Patriarchen von Aquileia vom Kastell in die Stadt umgezogen sind. Unter Patriarch Dionisio Delfino erfolgten ab 1708 Zu- und Umbauten durch den Architekten Domenico Rossi, zuletzt 1725 der Bau der Ehrentreppe mit dem Deckenfresko des Höllensturzes, umgeben von Bildern um die Erschaffung des Menschen und den Sündenfall in Grisaille-Technik von Tiepolo (1726).
Das Diözesanmuseum wurde 1963 von Erzbischof Giuseppe Zaffonato gegründet und war zunächst im Erzbischöflichen Seminar untergebracht.
In den sechs Räumen des 1. Stockwerks ist die Sammlung friulanischer Holzskulpturen aus dem 12. bis 18. Jahrhundert zu sehen.
Im 2. Stockwerk befindet sich die Bibliothek mit etwa 12000 Bänden (mittelalterliche Handschriften, teils mit Miniaturen, darunter die Handschrift von Castelmonte, Inkunabeln, seltene Erstausgaben des 16. Jahrhunderts). Auf dem auf Leinwand gemalten Deckengemälde von Niccolò Bambini ist der Sieg der Weisheit zu sehen. Die Weisheit ist als eine in den Wolken thronende, geharnischte Kriegerin dargestellt, ein geschlossenes Buch mit sieben Siegel haltend.

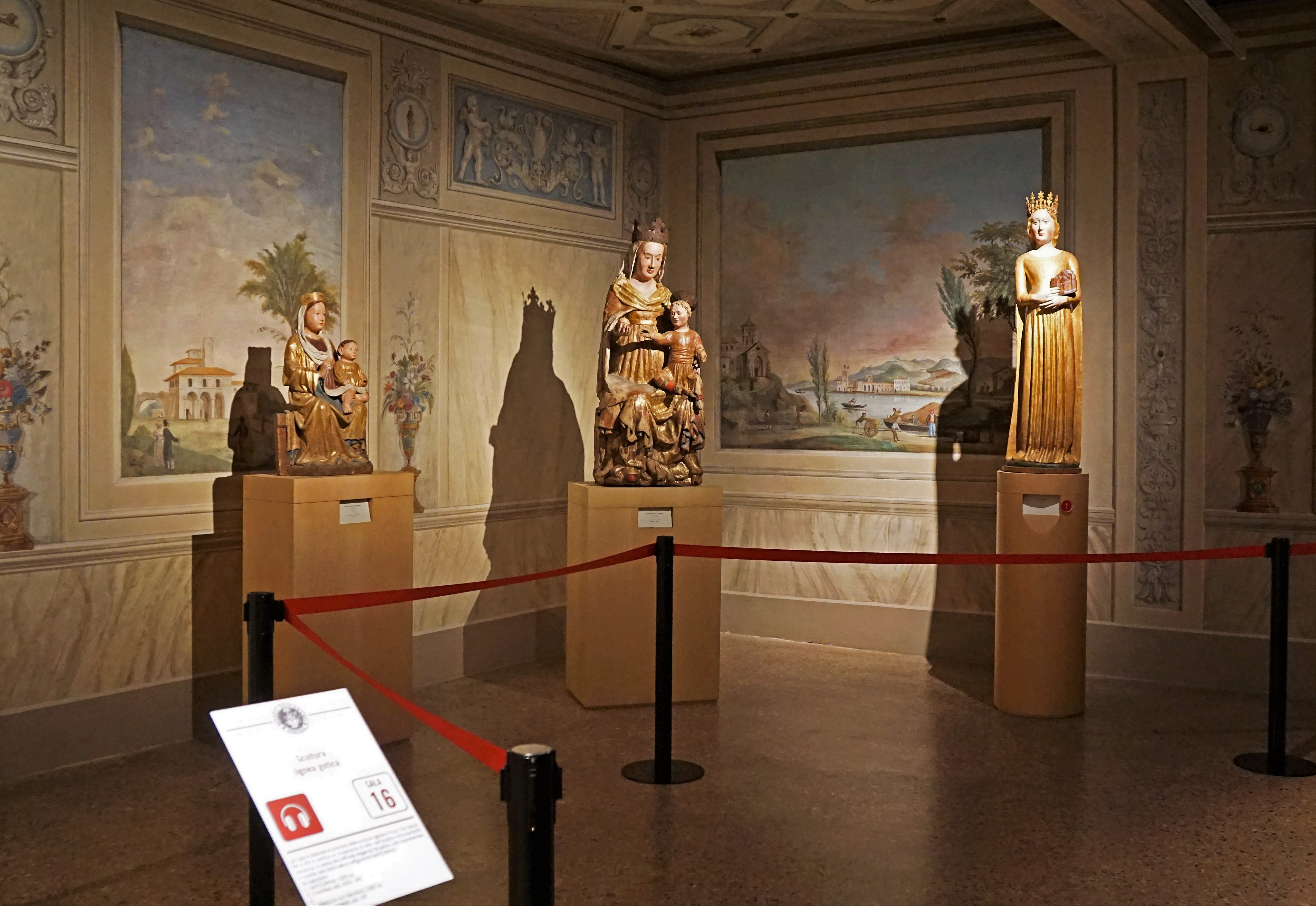
Holzskulpturensammlung
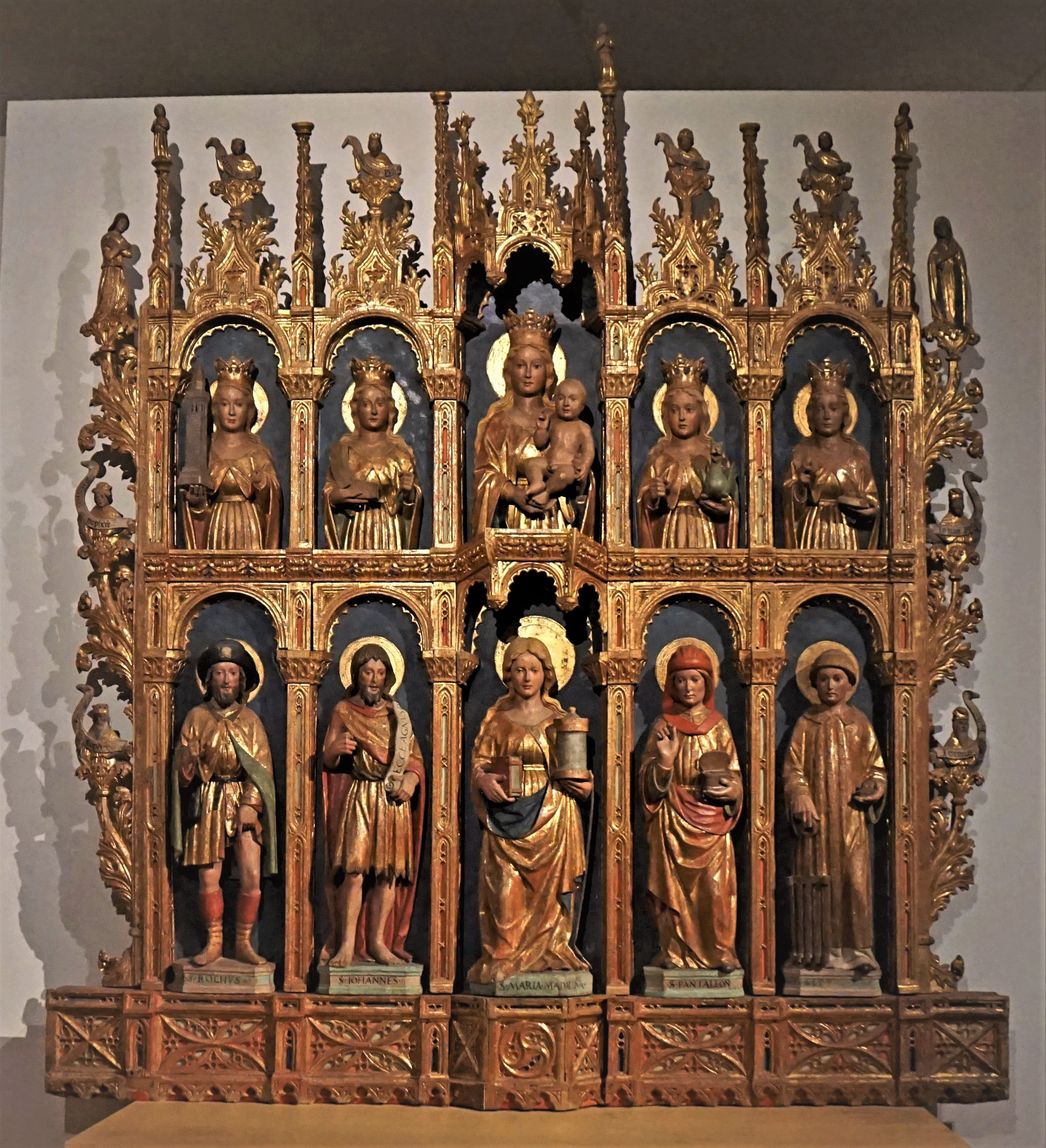
Gotischer Altaraufsatz, Domenico da Tolmezzo 1488
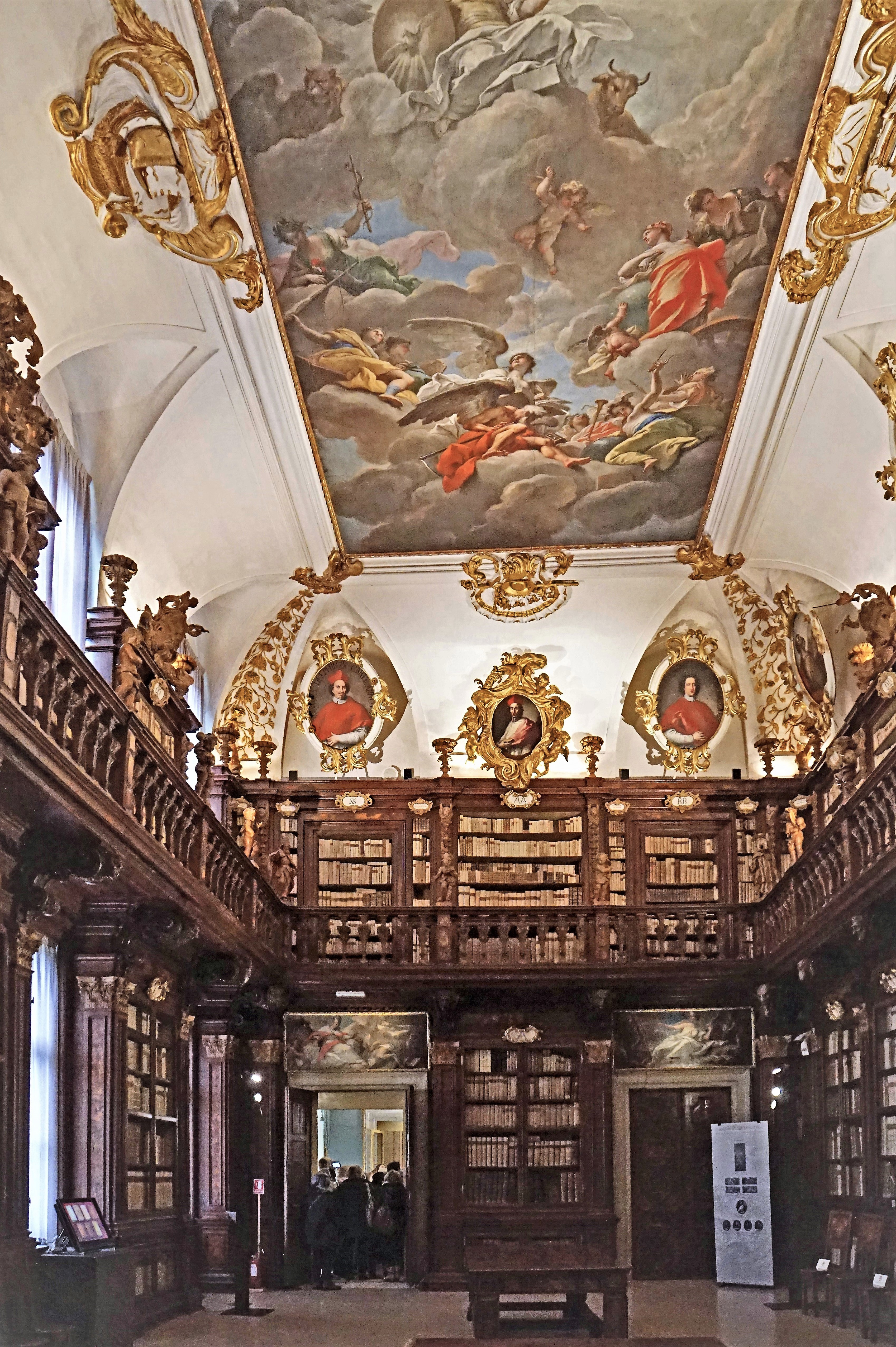
Blick in die Bibliothek
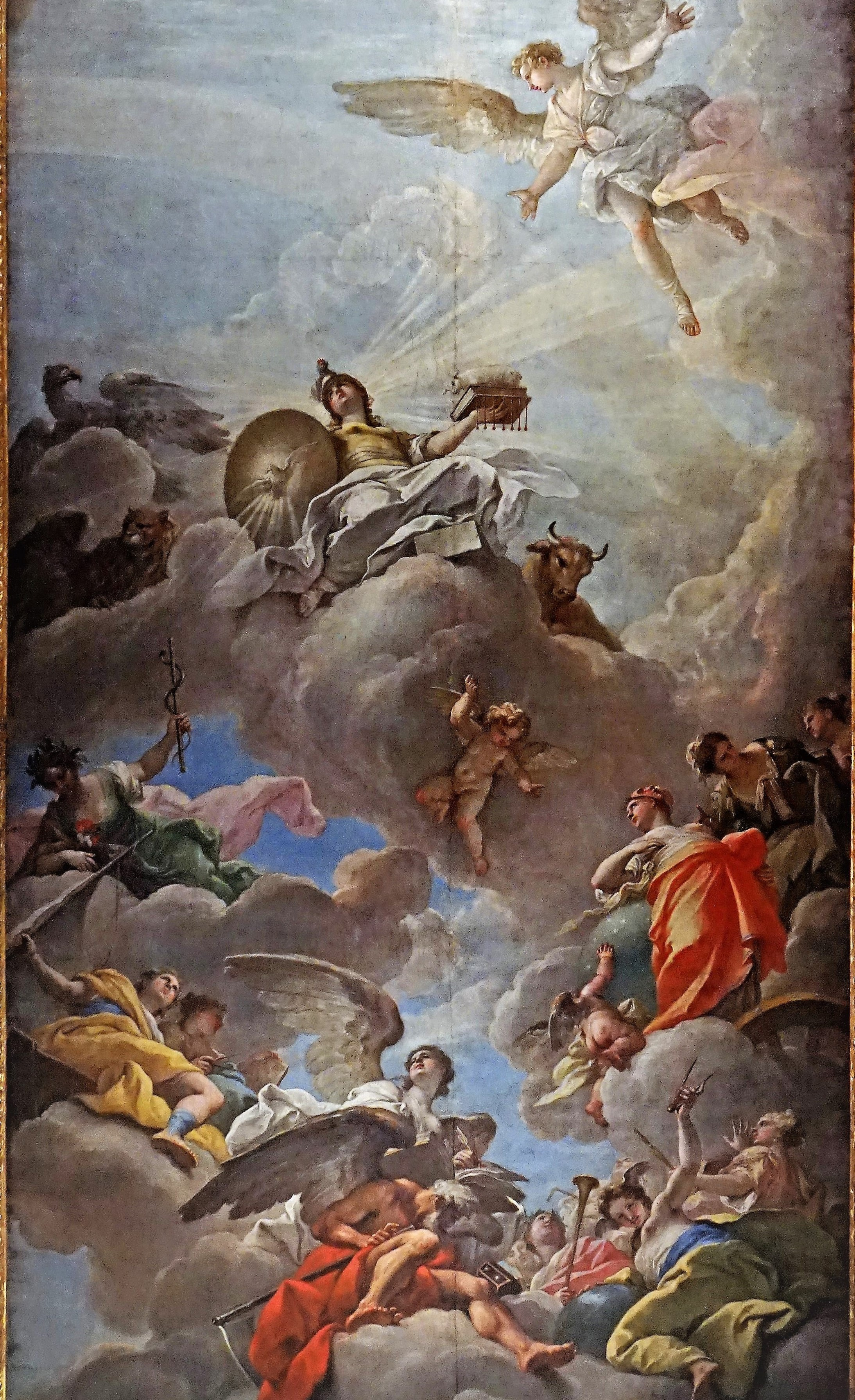
Deckengemälde der Bibliothek
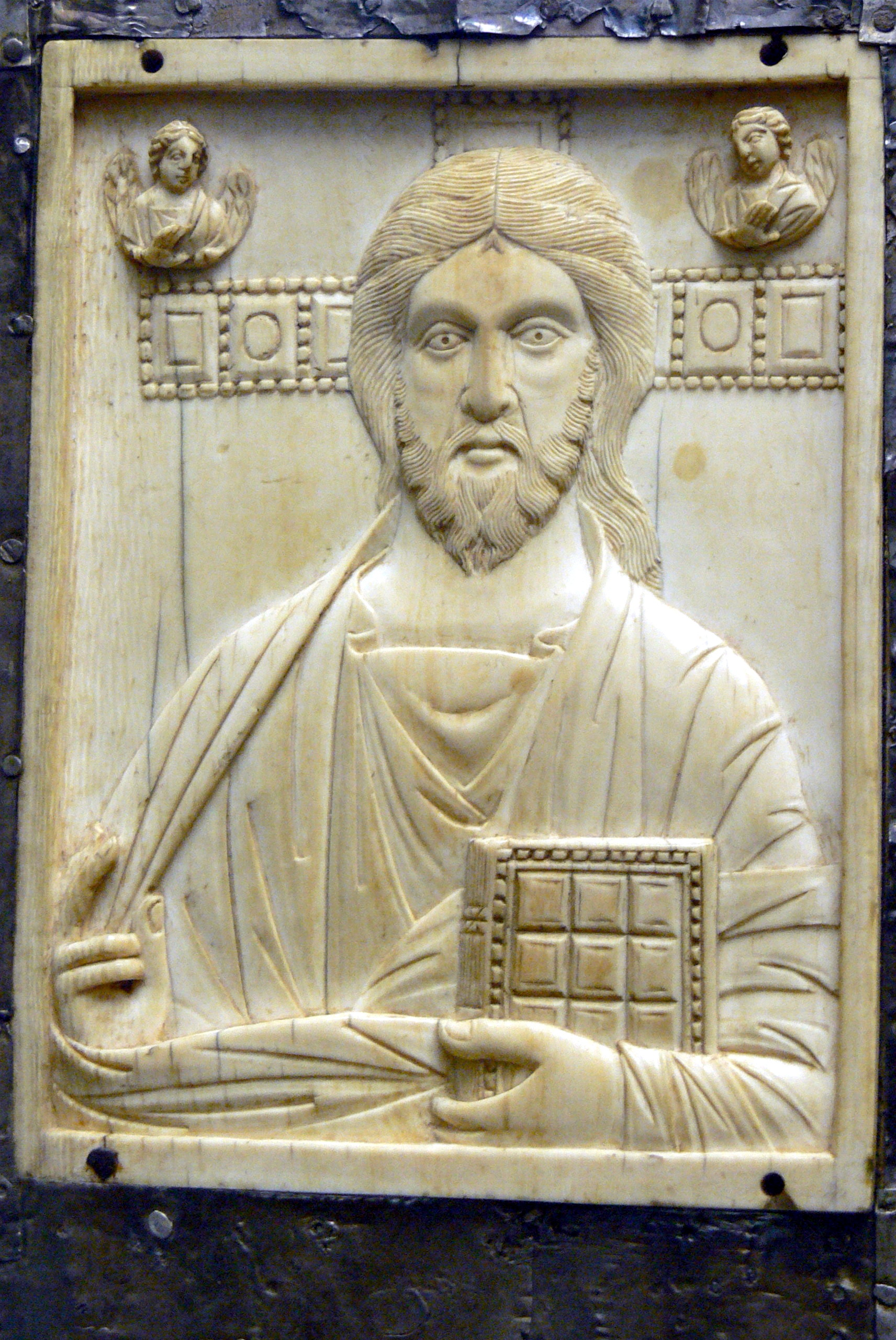
Evangeliar, Einband mit Elfenbeinrelief

Von der Bibliothek gelangt man in den Blauen oder Baldachinsaal. Die Renaissance-Fresken (1558–1560, Giovanni da Udine) seines baldachinartigen Deckengewölbes stellen Szenen aus dem Neuen Testament dar. Im 2. Stockwerk sind auch der Thronsaal und die Kapelle, deren Altarbild zeigt eine Madonna mit Kind von Jacopo Palma dem Jüngeren. Im Deckenfresko des Gerichtssaales ist das Urteil Salomons (G. B. Tiepolo, 1729) dargestellt. Der Freskenzyklus mit biblischen Szenen von Tiepolo in der Galleria wird von der Darstellung: Rachel versteckt die Hausgötter vor ihrem Vater Laban (1727), beherrscht.

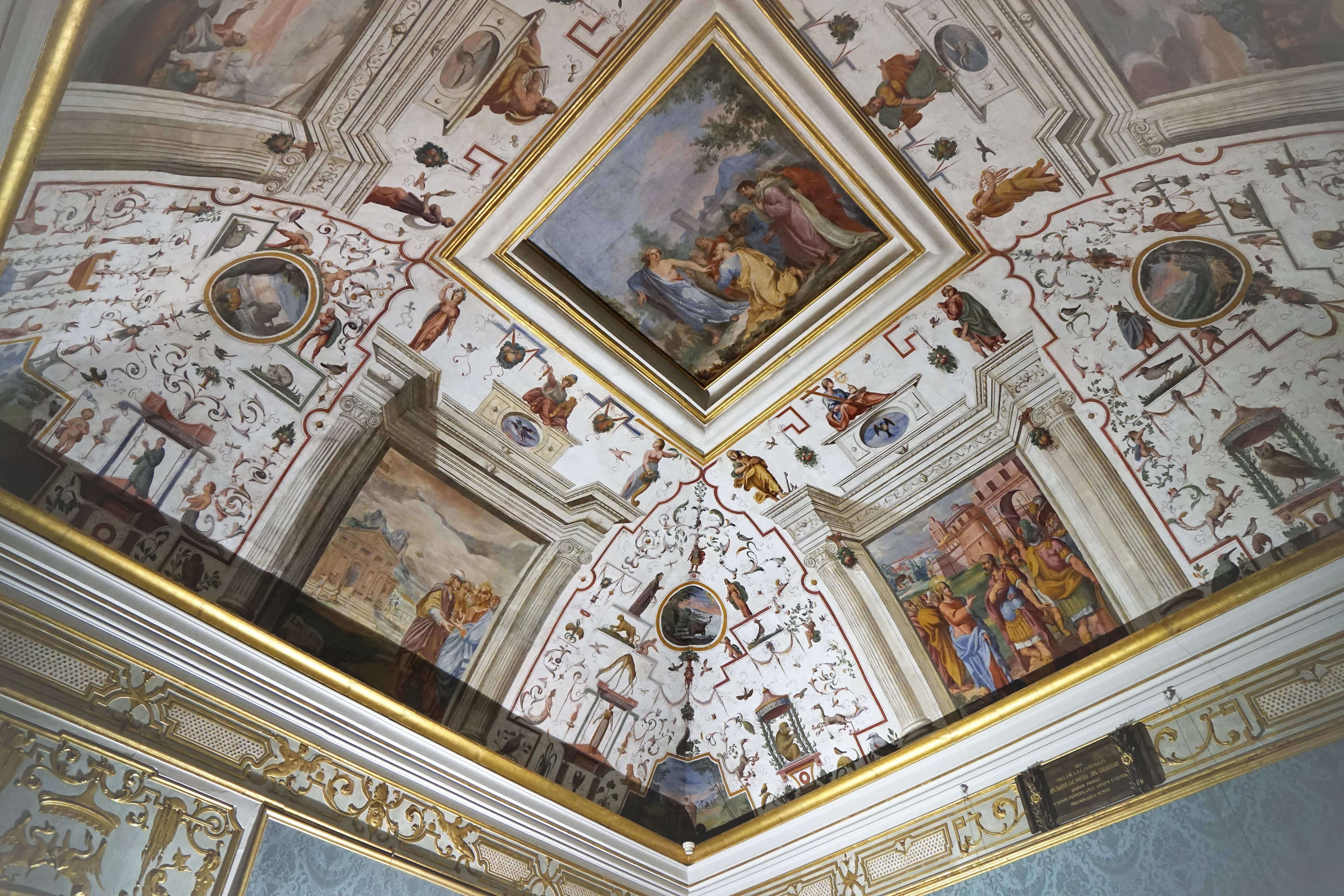
Baldachinsaal
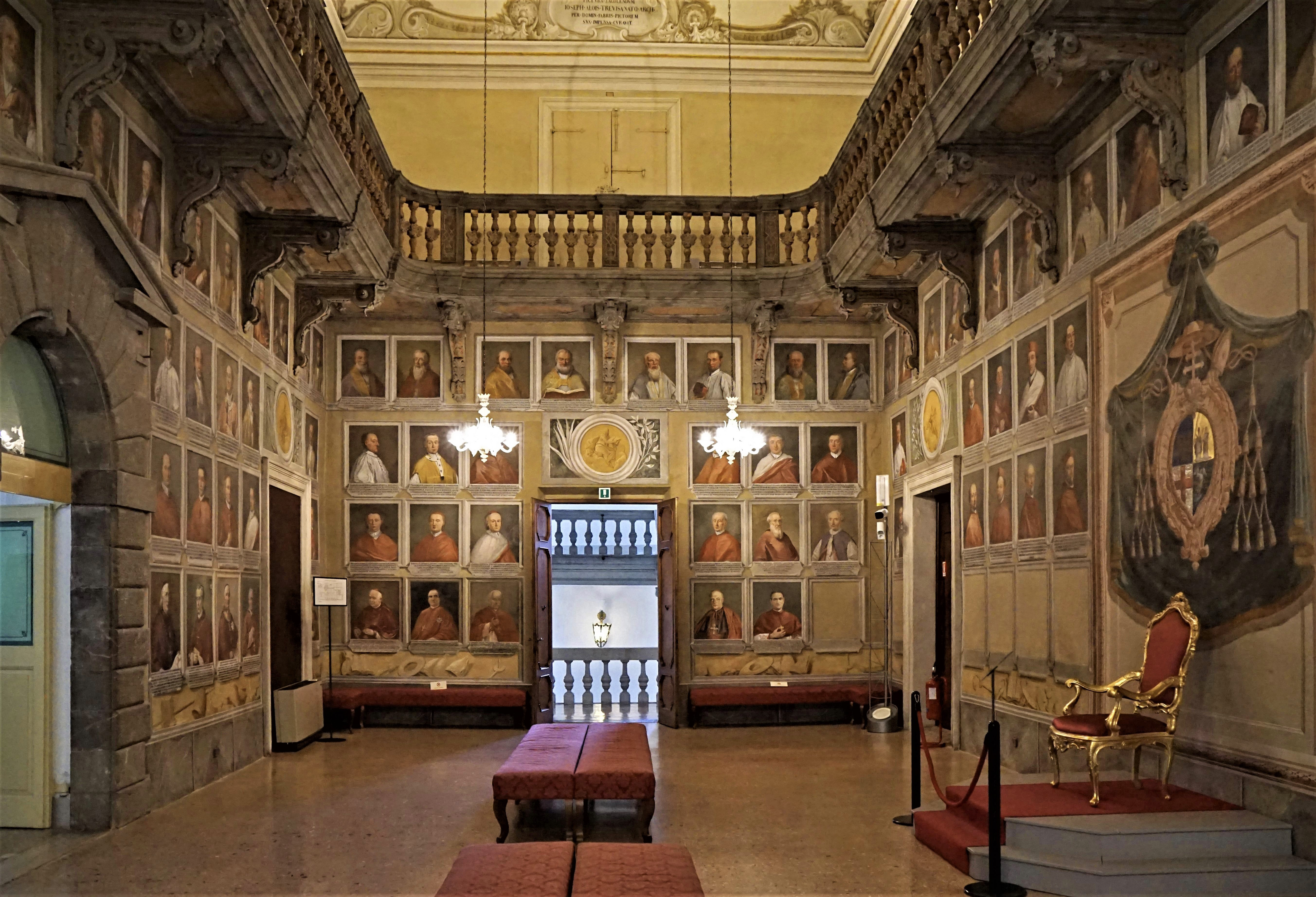
Der Thronsaal
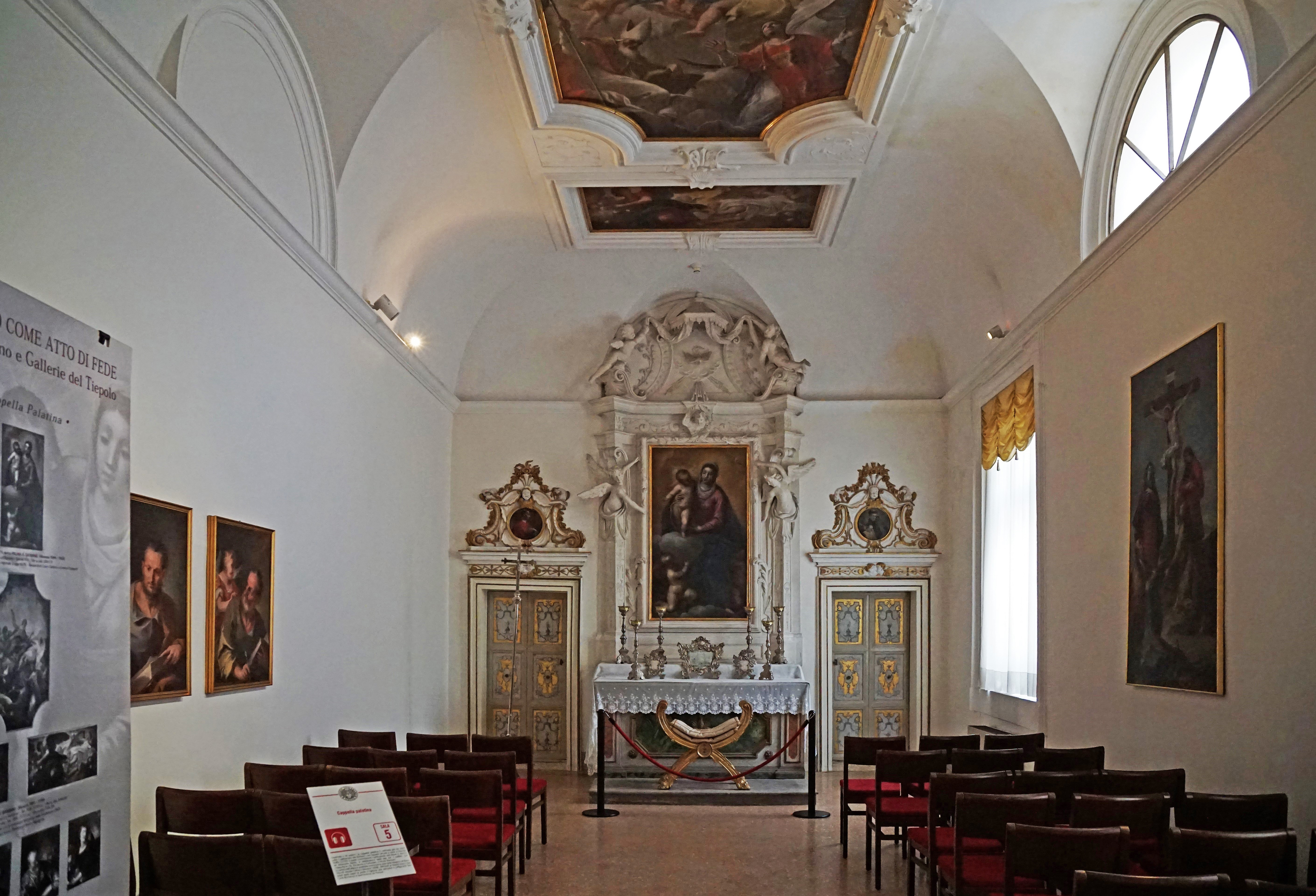
Innenansicht der Kapelle
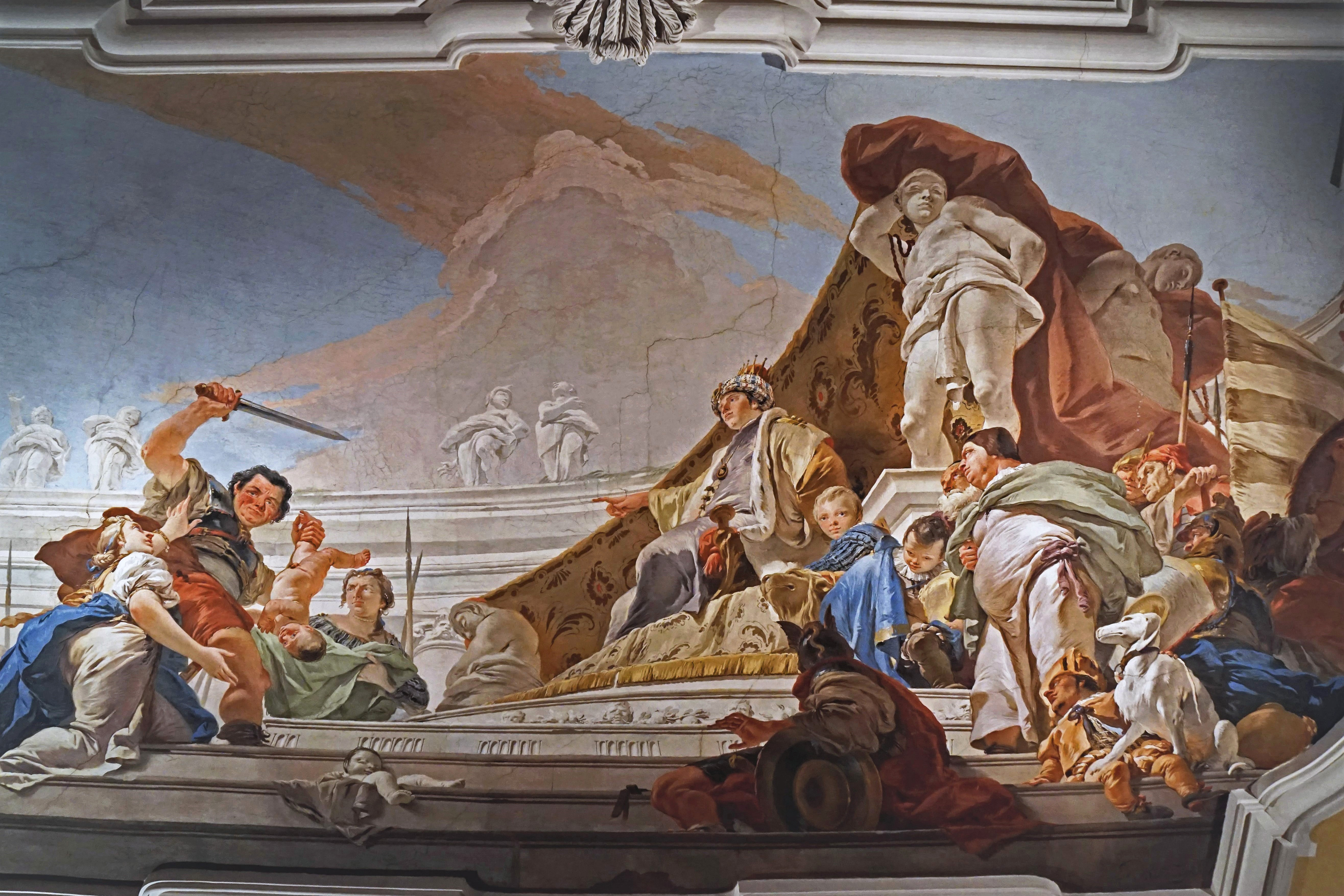
Tiepolo: Das Urteil Salomons
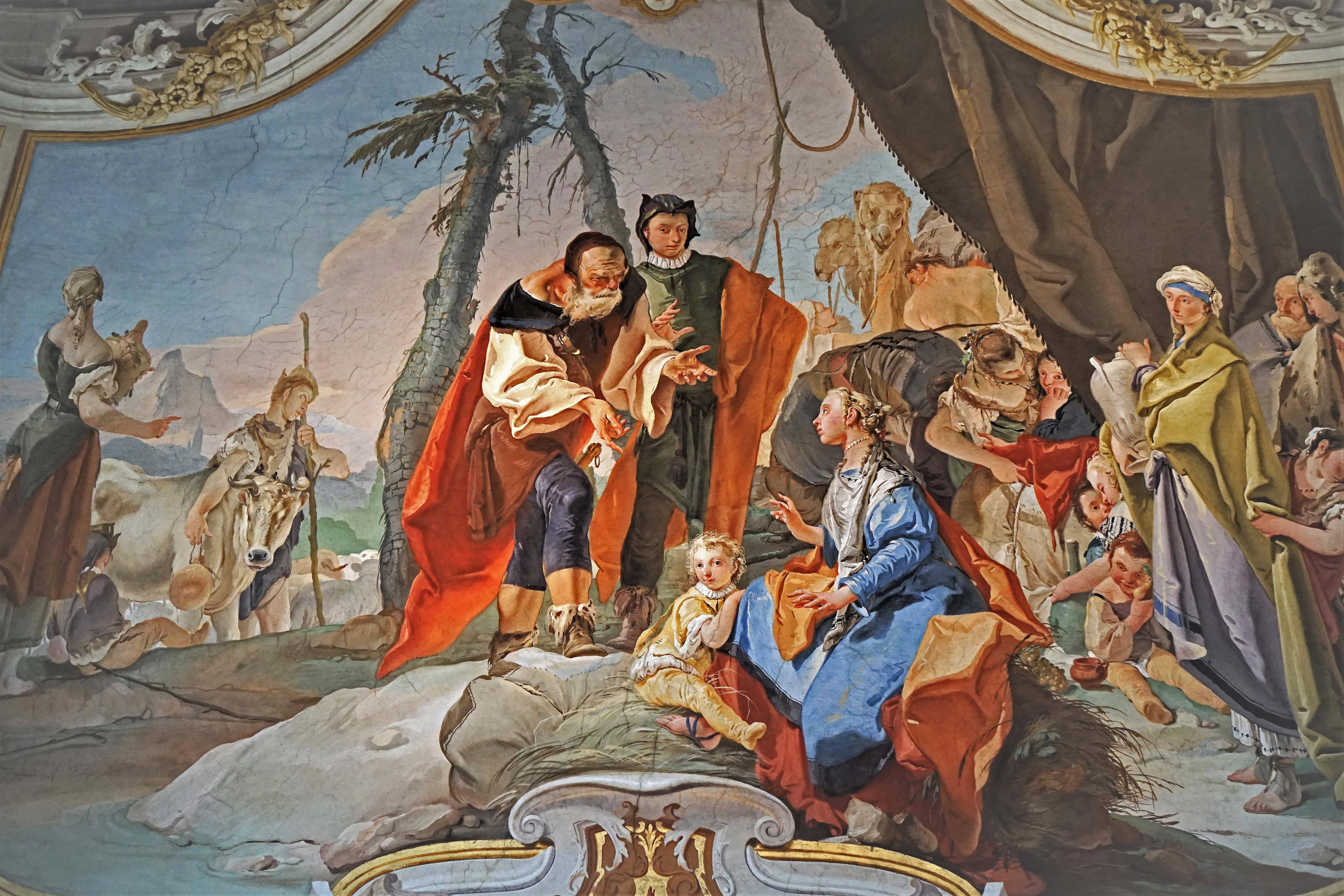
Tiepolo: Rachel versteckt die Hausgötter

## Einzelnachweis
1. ↑  Elisabeth Seitz: Kodeks - Starogorski Rokopis. In: kodeks.uni-bamberg.de. Abgerufen am 16. April 2019.